# Glenn Tryon
Glenn Tryon, né le 2 août 1898 à Julietta dans l'Idaho et mort le 18 avril 1970 à Orlando (Floride), est un acteur, réalisateur et producteur américain.

## Biographie

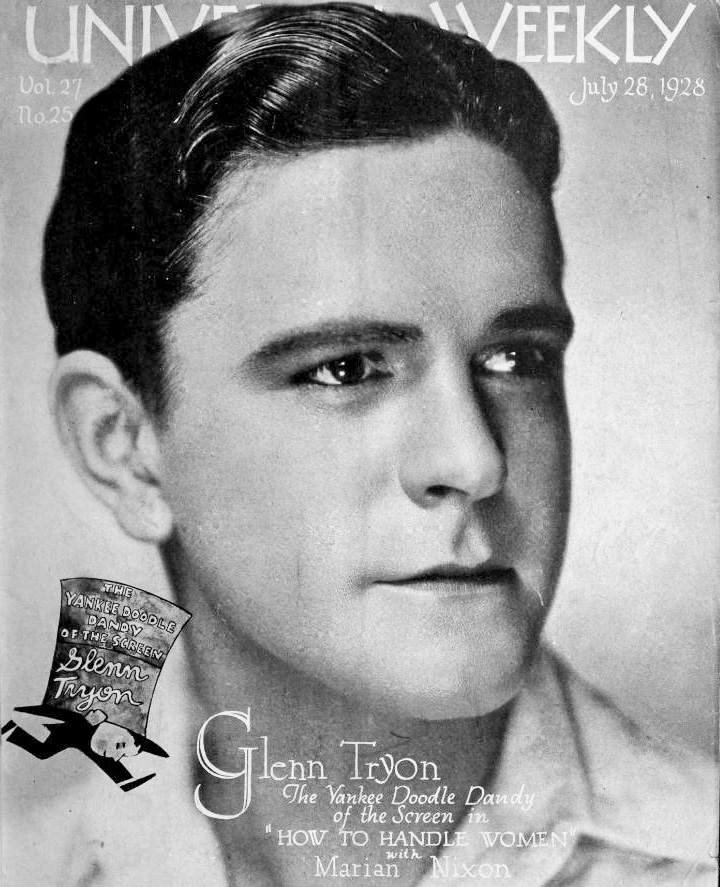
Glenn Tryon en couverture dUniversal Weekly en 1928.

À l'âge de dix ans, Glenn Tryon joue dans un théâtre ambulant.
En 1923, il participa à son premier film, Her Dangerous Path.
Il se fait ensuite remarquer par Hal Roach pour remplacer Harold Lloyd, ce qu'il ne parviendra jamais totalement à faire malgré la présence à ses côtés de Stan Laurel, Oliver Hardy ou James Finlayson. Cet échec le réorientera vers des rôles différents face à des vedettes féminines du cinéma muet comme Patsy Ruth Miller, Janet Gaynor, Laura La Plante, Marian Nixon, Barbara Kent ou Merna Kennedy.
En 1929, il participe à son premier film parlant, Broadway.
Tardant à trouver le succès en tant qu'acteur, il se tourne vers la production et la réalisation à partir de 1932.
Il a été l’époux de l'actrice Jane Frazee dont il a eu un fils.

## Filmographie partielle
- 1923 : Her Dangerous Path (en) de Roy Clements
- 1923 : Une Riche nature (Mother's Joy) de Ralph Ceder
- 1924 : Le Facteur incandescent (Near Dublin) de Ralph Ceder
- 1924 : The White Sheep de Hal Roach
- 1925 : Madame Sans Jane
- 1926 : Say It with Babies de Fred Guiol
- 1926 : Deux maris, des soucis ! (Along Came Auntie) de Fred Guiol et Richard Wallace
- 1926 : Scandale à Hollywood de Fred Guiol
- 1927 : The Poor Nut de Richard Wallace
- 1927 : Two Girls Wanted de Alfred E. Green
- 1927 : Two-Time Mama de Fred Guiol
- 1928 : Solitude de Paul Fejos
- 1928 : Le Prince des cacahuètes (How to Handle Women) de William James Craft
- 1929 : L'Art de réussir (Skinner Steps Out) de William J. Craft
- 1929 : Barnum avait raison (Barnum Was Right) de Del Lord
- 1929 : It Can Be Done de Fred C. Newmeyer
- 1930 : La Féerie du jazz (King of Jazz) de John Murray Anderson
- 1941 : Deux Nigauds aviateurs (Keep 'Em Flying) de Arthur Lubin
- 1943 : That Nazty Nuisance de lui-même
- 1945 : Ah, quel scandale ! (George White's Scandals) de Felix E. Feist : George White